# (2144) Marietta
(2144) Marietta est un astéroïde de la ceinture principale.

## Description
(2144) Marietta est un astéroïde de la ceinture principale. Il fut découvert le 18 janvier 1975 à Nauchnyj par Lioudmila Tchernykh. Il présente une orbite caractérisée par un demi-grand axe de 2,87 UA, une excentricité de 0,06 et une inclinaison de 2,8° par rapport à l'écliptique.

## Nom
Cet astéroïde a été nommé en l'honneur de l'écrivaine arménienne Marietta Sergeevna Shaginyan(1888-1982), elle était également professeur de philologie, et membre émérite de l'Académie arménienne des sciences.

## Compléments